# 대한민국의 공항
대한민국에는 8개의 국제공항과 7개의 국내공항이 있으며, 인천국제공항을 제외한 모든 공항을 한국공항공사가 운영한다.
| 국제 전용 | 서울/인천 \|\| align=center\|ICN \|\| align=center\|RKSI \|\| 인천     | 인천광역시     | 중구   | 제1여객터미널 : 인천광역시 중구 공항로 272 (운서동) 제2여객터미널 : 인천광역시 중구 제2터미널대로 446 (운서동) | {web} |
| 국제/민간 | 서울/김포 \|\| align=center\|GMP\|\|align=center\|RKSS \|\| 김포       | 서울특별시     | 강서구 | 국내선청사 : 서울특별시 강서구 하늘길 112 (공항동) 국제선청사 : 서울특별시 강서구 하늘길 38 (공항동)           | {web} |
| 국제/민간 | 양양 \|\| align=center\|YNY \|\| align=center\|RKNY \|\| 양양          | 강원특별자치도 | 양양군 | 강원특별자치도 양양군 손양면 공항로 201                                                                        | {web} |
| 국제/민간 | 무안 \|\| align=center\|MWX \|\| align=center\|RKJB \|\| 무안          | 전라남도       | 무안군 | 전라남도 무안군 망운면 공항로 970-260                                                                          | {web} |
| 국제/민간 | 제주 \|\| align=center\|CJU \|\| align=center\|RKPC \|\| 제주          | 제주특별자치도 | 제주시 | 제주특별자치도 제주시 공항로 2 (용담동)                                                                        | {web} |
| 국제/군용 | 대구 \|\| align=center\|TAE \|\| align=center\|RKTN \|\| 대구          | 대구광역시     | 동구   | 대구광역시 동구 공항로 221 (지저동)                                                                            | {web} |
| 국제/군용 | 청주 \|\| align=center\|CJJ \|\| align=center\|RKTU \|\| 청주          | 충청북도       | 청주시 | 충청북도 청주시 청원구 내수읍 오창대로 980                                                                     | {web} |
| 국제/군용 | 부산/김해 \|\| align=center\|PUS\|\|align=center\|RKPK \|\| 김해       | 부산광역시     | 강서구 | 부산광역시 강서구 공항진입로 108 (대저2동)                                                                     | {web} |
| 국내      | 울산 \|\| align=center\|USN \|\| align=center\|RKPU \|\| 울산          | 울산광역시     | 북구   | 울산광역시 북구 산업로 1103 (송정동)                                                                           | {web} |
| 국내      | 여수 \|\| align=center\|RSU \|\| align=center\|RKJY \|\| 여수          | 전라남도       | 여수시 | 전라남도 여수시 율촌면 여순로 386                                                                              | {web} |
| 국내/군용 | 광주 \|\| align=center\|KWJ \|\| align=center\|RKJJ \|\| 광주          | 광주광역시     | 광산구 | 광주광역시 광산구 상무대로 420-25 (신촌동)                                                                     | {web} |
| 국내/군용 | 군산 \|\| align=center\|KUV \|\| align=center\|RKJK \|\| 군산          | 전북특별자치도 | 군산시 | 전라북도 군산시 옥서면 산동길 2                                                                                | {web} |
| 국내/군용 | 원주/횡성 \|\| align=center \| WJU \|\| align=center \| RKNW \|\| 원주 | 강원특별자치도 | 횡성군 | 강원특별자치도 횡성군 횡성읍 횡성로 38                                                                         | {web} |
| 국내/군용 | 포항 \|\| align=center\|KPO \|\| align=center\|RKTH \|\| 포항          | 경상북도       | 포항시 | 경상북도 포항시 남구 동해면 일월로 18                                                                          | {web} |
| 국내/군용 | 진주 \|\| align=center\|HIN \|\| align=center\|RKPS \|\| 사천          | 경상남도       | 사천시 | 경상남도 사천시 사천읍 사천대로 1971                                                                           | {web} |

- 항공법 제2조 7항에 의거 공항과 비행장은 구분되어야 한다.[2]

- - "공항"이란 공항시설을 갖춘 공공용 비행장으로서 국토교통부장관이 그 명칭ㆍ위치 및 구역을 지정ㆍ고시한 것을 말한다.

- ICAO 코드에서 첫 글자 R은 서부 북태평양 지역을, 두 번째 K는 대한민국을 뜻한다. 세 번째 글자는 지역이나 사용목적을 가리키며 다음과 같다.

- - S 수도권 (서울, 인천, 경기), N 강원, T 중부 (대전, 대구, 충북, 충남, 경북), J 전라 (광주, 전북, 전남), P 경남, 제주 (부산, 울산, 경남, 제주), B,D (헬기장) 등

- - 기타 비행장을 포함한 대한민국내 비행장 현황은 국토교통부 항공정보간행물의 GEN 2.4 LOCATION INDICATORS에서 확인할 수 있다.[3]

- - RKRR은 실제 비행장과 공항이 아니나 영공 관제를 담당하는 인천 ACC에 부여된 코드로 특수성을 갖는다.

## 국내공항

### 원주공항
원주공항은 강원특별자치도 횡성군에 위치하였으며 현재 국내선 전용 공항으로서는 가장 최북단에 위치한 공항으로 제주까지 매일 1회 운행을 하며 예전에는 원주에서 부산가는 노선도 있었지만 승객 수요가 적어 폐지되었다. 한편 공항청사가 계류장 옆이 아닌 국도변에 위치해 있기 때문에 여기서 공항셔틀버스를 타고 계류장으로 들어가야 한다.
원주공항은 강릉공항과 더불어 2018년 평창 동계올림픽 수요에 대응하기 위하여 국제공항으로 격상해야 한다는 의견이 나와 있으며 원주와 춘천을 연결하기로 계획되어 있는 철도 노선의 경유지로 설정되어 있다. 현재 군이 동계올림픽 평창 개최 확정 후 지역연계 발전 가능성을 검토하면서 장기적으로 시설 보강을 통해 대회기간 선수단과 관광객을 수송한 후 원주공항을 국제공항으로 발전시킨다는 복안을 통해 원주공항의 국제공항화를 모색하고 있다.

### 여수공항
1972년 5월 대한항공이 서울~여수 노선을 취항하였고, 1992년 12월에 아시아나항공이 취항하였다. 1998년부터 2005년까지 확장공사를 시행하여 2004년 11월 신활주로 운용을 시작하고, 2005년 11월에는 신여객청사를 개관하였다.
광양만권경제자유구역으로 지정되면서 2003년부터 국제선 취항을 요구해 왔으며, 2005년 세계 박람회가 나고야에서 개최되어 최초로 일본 나고야 노선에 부정기 전세기를 운항했다. 국제선을 취항할 경우 중국 상하이 노선을 신설해야 한다는 의견이 가장 많았고, 인천과 제주 노선을 신·증편해야 한다는 여론조사가 나온 바 있다. 2012년 세계 박람회 당시 부정기 국제선으로 웨이하이, 사가를 운항했다.

### 사천공항
1969년 사천비행장에 대한항공이 취항하면서 항공길을 열게 되었다. 2000년 이용객 수가 88만명에 이르렀으나, 2001년 11월 29일 통영대전고속도로가 개통되면서 이용객이 급감하여 2009년에 연간 이용객 수 20만명이 무너졌고 2012년에는 13만8천명으로 줄었다.
최근 공항 활성화를 위해 국제선 취항이 검토되고 있으며, 경상남도의회에서는 사천공항을 남부권 특화공항으로 육성해야 한다는 주장이 제기되고 있다. 그 이후 대한항공은 상하이(상하이 푸둥 국제공항)노선에 취항하였다.

### 울산공항
울산광역시가 특정 공업지구로 지정된 후 왕래객이 급증하자, 이에 따른 교통 불편 해소를 위하여 건설되었다. 1969년에 6억원의 예산을 투입하여 공사가 시작되었으며, 1970년에 처음으로 서울로 향하는대한항공의 항공편이 취항하였다. 1971년에 개설된 고속버스 노선으로 인해 한때 이용객 감소로 폐쇄되기도 하였으나, 1984년에 여객기 운행이 재개되었다. 1993년 2월 대한항공이 제주행 노선을 취항하고 같은 해 5월에는 아시아나항공이 제주행 노선을 취항하였으나 단항되어 제주행 노선을 운영하는 항공사는 대한항공만 남아 있다. 2011년 10월 1일에어택시 항공사인 이스트아시아에어라인이 울산 ~양양과 울산 ~ 제주노선을 취항하여 운항하였으나 적자 누적으로 양양 노선은 2011년 12월 31일에 중단하였으며, 제주 노선도 2012년 2월 29일 운항을 중단하였다. 거기에다가 2010년 11월 1일에 KTX울산역이 개통되면서 고속열차 쪽으로 수요가 크게 분산되어 이용률이 갈 수록 하락하고 있다. 울산역이 외곽지인 울주군 삼남면에 있음에도 인기가 높아, 울산공항으로 운항하는 김포행 여객기 편성이 대거 감축되는 등 큰 타격을 입었다.

### 포항경주공항
1970년 2월 포항비행장으로 설립되어, 1970년 3월대한항공이 포항 - 서울 노선을 개설하였다. 1992년4월에 아시아나항공이 포항 - 서울 노선을 개설하였다. 1999년부터 공항 확장 공사를 시행하여 2002년6월 신 여객 터미널을 개관하였다. 아시아나항공이 운항하였던 2004년 12월 포항 - 제주 노선이 수요 부족으로 폐지되었다가 2009년 7월 31일에 운행을 재개했다.
2014년 7월 1일부터 2016년 4월 25일까지 대대적인 활주로 재포장 공사를 하여 운항을 중단하였다.흥해읍으로 이전한 동해선 포항역의 KTX 투입 여파와 맞물려 여러 항공사들이 포항 노선에 대해 적자 우려를 이유로 복항을 꺼렸으나, 포항시의 손실 보조를 전제로 대한항공이 2016년 5월 3일부터 포항-김포 노선을 하루 2회 왕복 운항하기로 했다.
2022년 7월 14일부터 포항경주공항으로 명칭이 변경되었다.

## 국제공항

### 인천국제공항
인천국제공항은 대한민국의 대표적인 국제공항으로 대한민국 대부분의 국제선이 이곳을 통해 운항한다. 인천광역시 중구에 위치해 있다. 현재는 국제공항이자 국제 허브 공항이다. 2007년 3월 23일에는 인천국제공항철도가 개통되었다.
공항운영은 인천국제공항공사(IIAC)에서 담당하고 있다.

### 김포국제공항
김포국제공항은 인천국제공항이 생기기 전까지 한국의 대표적인 국제 공항이었다. 근처에 김포공항역과 김포공항 나들목이 있다. 2007년부터 현재까지 대한항공, 아시아나항공, 제주항공, 이스타항공 등이 김포발 국내선을 취항하고 있으며, 대한항공, 아시아나항공, 일본항공인터내셔널, 전일본공수, 중국동방항공, 상해항공 등이 김포발 국제선 취항을 하고 있다. 주소는 서울특별시 강서구 과해동 274번지이다. 현재는 국내선 대부분과 단거리 국제선 일부를 운영하고 있다.

### 김해국제공항
김해국제공항은 부산의 수영비행장 이전을 위해 만들어졌다. 1976년 8월에는 부산비행장을 지금의 위치인 김해군 대저읍으로 이전하고, 명칭을 김해국제공항으로 변경하게 된다. 공항 부지는 당시에는 김해군에 속했으나 현재는 행정구역 개편으로 부산광역시 강서구에 속하게 되었으며, 이후 1983년 5월에는 한국공항공단이 김해국제공항을 인수해 운영하게 되었고, 1993년 5월에는 현재의 국내선 청사를, 2007년 11월에는 현재의 국제선 청사를 각각 새로이 완공하여 운영하게 되었다.
2006년 한 해 동안 승객 7,071,037명과 화물 135,607톤의 수송 실적을 보였다. 이러한 규모는 대한민국의 공항 중 승객 및 화물 모두 4위에 해당된다.

### 제주국제공항

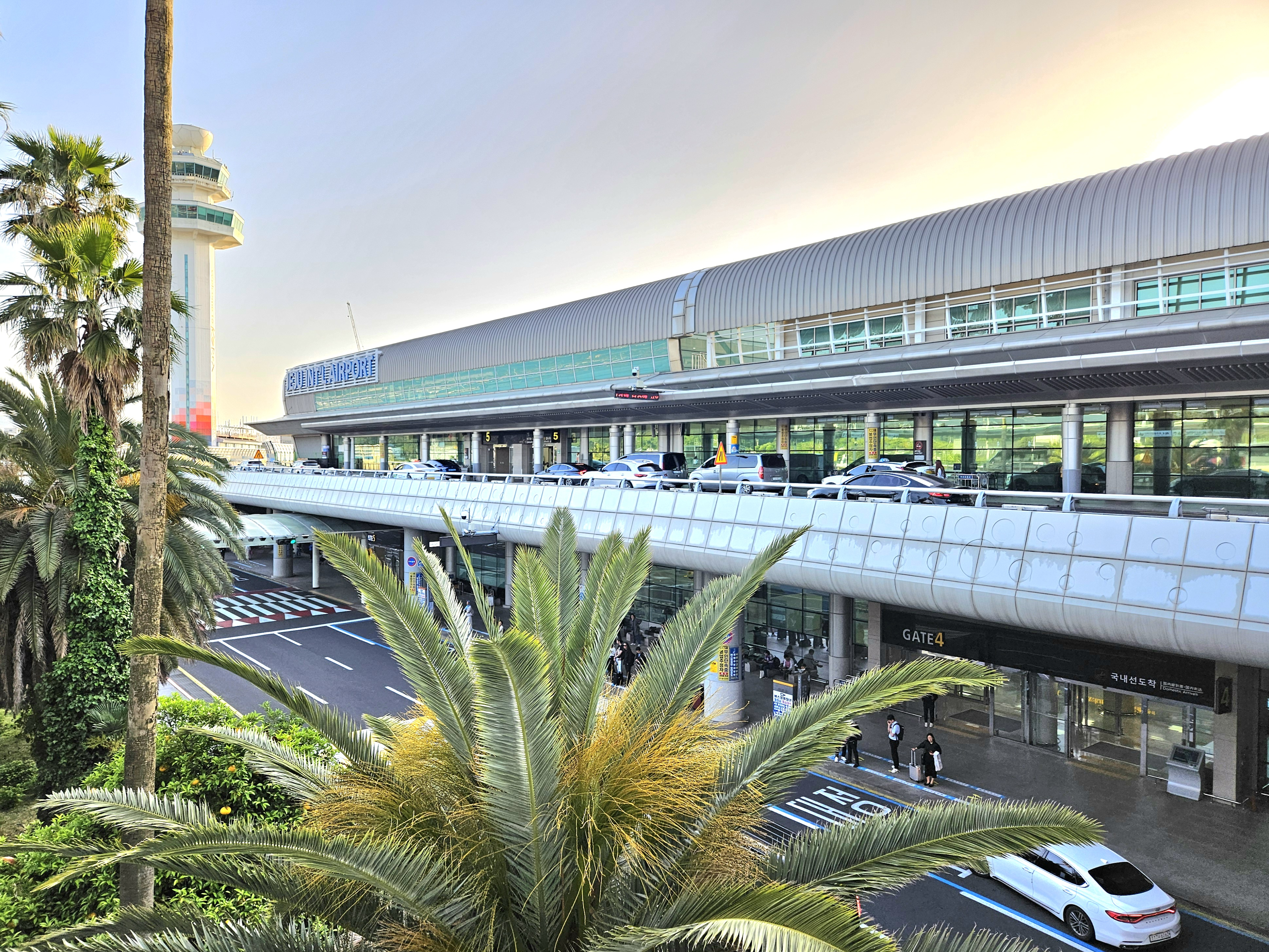
제주국제공항

제주국제공항은 제주특별자치도 제주시 용담2동 2002번지에 있는 제주도의 유일한 공항이다. 1958년 1월 제주비행장으로 정식 설립되었다. 2003년 지방공항 최초로 연간이용객이 1,000만명을 넘어섰으며, 2007년 5년 연속 1000만 이용객을 돌파하는등 지속적인 증가 추세를 보이고 있다.
2009년에는 이용객수가 1,300만명을 돌파하여 1,280만명이 이용하는 김포국제공항을 제치고 한국에서 가장 이용객이 많은 공항이 되었다.

### 청주국제공항
청주국제공항은 충청북도 청주시 청원구 내수읍에 위치한 충청권의 유일한 공항이자 전라도와 가까운 국제공항이다. 청주국제공항은 대한민국 공군 제17전투비행단에서 운용하는 민군 공용 공항으로 연간 250만 명이 이용할 수 있는 규모로 1997년 4월 28일 개항했다. 2007년 이용객이 100만 명을 넘어 국제공항으로서의 면모를 서서히 갖추고 있다. 현재 청주공항은 제주와 베이징, 선양, 하얼빈, 옌지 등과 연결된다. 2009년 3월 5일 적자구조를 탈피하지 못하여 한국공항공사가 민간매각대상으로 선정했다고 밝혔다. 2016년 12월 중소규모 공항가운데 최초 연간 이용자 250만명을 돌파했다.

### 대구국제공항
대구국제공항은 대한민국 대구광역시 동구에 위치한 국제공항이다. 1962년에 개항하였으며, 1994년 일본 후쿠오카와 연결되는 국제선이 취항하면서 국제공항이 되었다. 2004년 KTX의 개통으로 김포행 노선 이용률이 급감하면서 이용 승객도 계속 감소하고 있으나, 2011년 대구세계육상선수권대회 개최를 계기로 외국인들의 관광 및 비즈니스로 하루 5만 명 이상 이용객이 이용하고 있다. KTX 개통 이후 김포행은 국제선 환승을 위해 인천행으로 대체되었다.

### 무안국제공항
무안국제공항은 전라남도 무안군 망운면 피서리에 위치한 공항이다. 1993년 아시아나항공 733편 추락사고 이 후 목포공항 국내선 및 광주공항 국제선 대체 공항으로 1999년 착공, 2007년 완공되어 같은 해 11월 8일 개항하였다. 개항 후 목포공항의 대체 국내선 공항으로 사용되다가 무안광주고속도로가 2008년 5월 28일 개통 되면서 광주공항의 국제선 전 노선이 무안국제공항으로 이전되었다.

### 양양국제공항
양양국제공항은 대한민국 강원특별자치도 양양군 손양면 동호리와 학포리에 걸쳐 위치한 국제공항이다. 강릉시와 속초시에서 가깝다. 2만6130m², 연간 317만명(국내선 207만명, 국제선 110만명)이 이용가능한 여객터미널과 2,500m ×45m 길이의 연간 43,000회 이착륙이 가능한 활주로를 보유하고 있다. 규모 면에서는 한국에서 인천국제공항, 김포국제공항, 김해국제공항에 이어 4번째로 크다. 본래 한국전쟁 당시 유엔군 및 한국 공군의 임시 이착륙을 위한 활주로였던 곳이다. 1986년 영동권 관광산업 발전 및 교통편의 개선을 위하여 신 국제공항 건설을 추진하여 1997년 1월에 착공하여, 2000년에 개항할 예정이었으나 IMF사태 여파로 2년여 지연된 2002년 4월 2일에 개항하였으며, 건설에 투자된 비용은 3567억원이다. 2009년 11월부터 코리아 익스프레스 에어 양양 ~ 김포, 양양 ~ 김해 노선을 운항하면서 공항으로서의 기능을 회복하였다. 2002년 개항하여 현재까지 누적적자는 598억원이다(2006년 129억, 2007년 105억, 2008년 101억).

## 같이 보기
- 국토교통부
- 인천국제공항공사
- 한국공항공사
- 대한민국의 항공사 목록